# ヴァセリン
ヴァセリン（Vaseline, IPA: [ˈvæsəliːn]）は、イギリス・オランダのユニリーバ社が所有する、ワセリンをベースとしたアメリカのブランドである。ブランド製品には、プレーンのワセリンのほか、スキンクリーム、石鹸、化粧水、クレンジング剤、デオドラント剤などがある。
多くの言語では「Vaseline」は保湿剤の普通名詞として使われており、日本においては「ヴァセリン」と「ワセリン」として区別されている。

## 歴史
1859年、かつてマッコウクジラの油から灯油を清澄化していた化学者のロバート・チェゼブロー（Robert Chesebrough）は、この新しい燃料から何か新しい材料が生まれるかもしれないと研究するために、ペンシルバニア州タイタスビルの油田を訪れた。そこで彼は、石油プラットフォームのポンプから定期的に取り除かなければならない「ロッドワックス」と呼ばれる残留物の存在を知る。石油作業員は、切り傷や火傷を治すためにこの物質を使っていた。チェゼブローはロッドワックスのサンプルをブルックリンに持ち帰り、使用可能な石油ゼリーを抽出し、ヴァセリンと呼ばれる医薬品の製造を開始した。

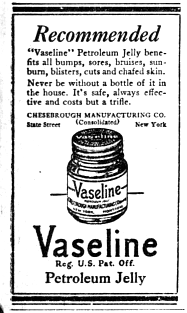

ヴァセリン（Vaseline）という名前が最初に知られているのは、チェゼブローによる1872年の米国特許（U.S. Patent 127,568）の中である。
1987年にユニリーバに買収されるまでチェゼブロー・マニュファクチャリング・カンパニー（Chesebrough Manufacturing Company）が製造していた。